# Nanos fusconitens
Nanos fusconitens là một loài bọ cánh cứng trong họ Bọ hung (Scarabaeidae).